# Perletto
Perletto é uma comuna italiana da região do Piemonte, província de Cuneo, com cerca de 328 habitantes. Estende-se por uma área de 10 km², tendo uma densidade populacional de 33 hab/km². Faz fronteira com Castino, Cortemilia, Olmo Gentile (AT), San Giorgio Scarampi (AT), Serole (AT), Vesime (AT).

## Demografia
| Variação demográfica do município entre 1861 e 2011                               |
|                                                                                   |
| Fonte: Istituto Nazionale di Statistica (ISTAT) - Elaboração gráfica da Wikipedia |